# سده

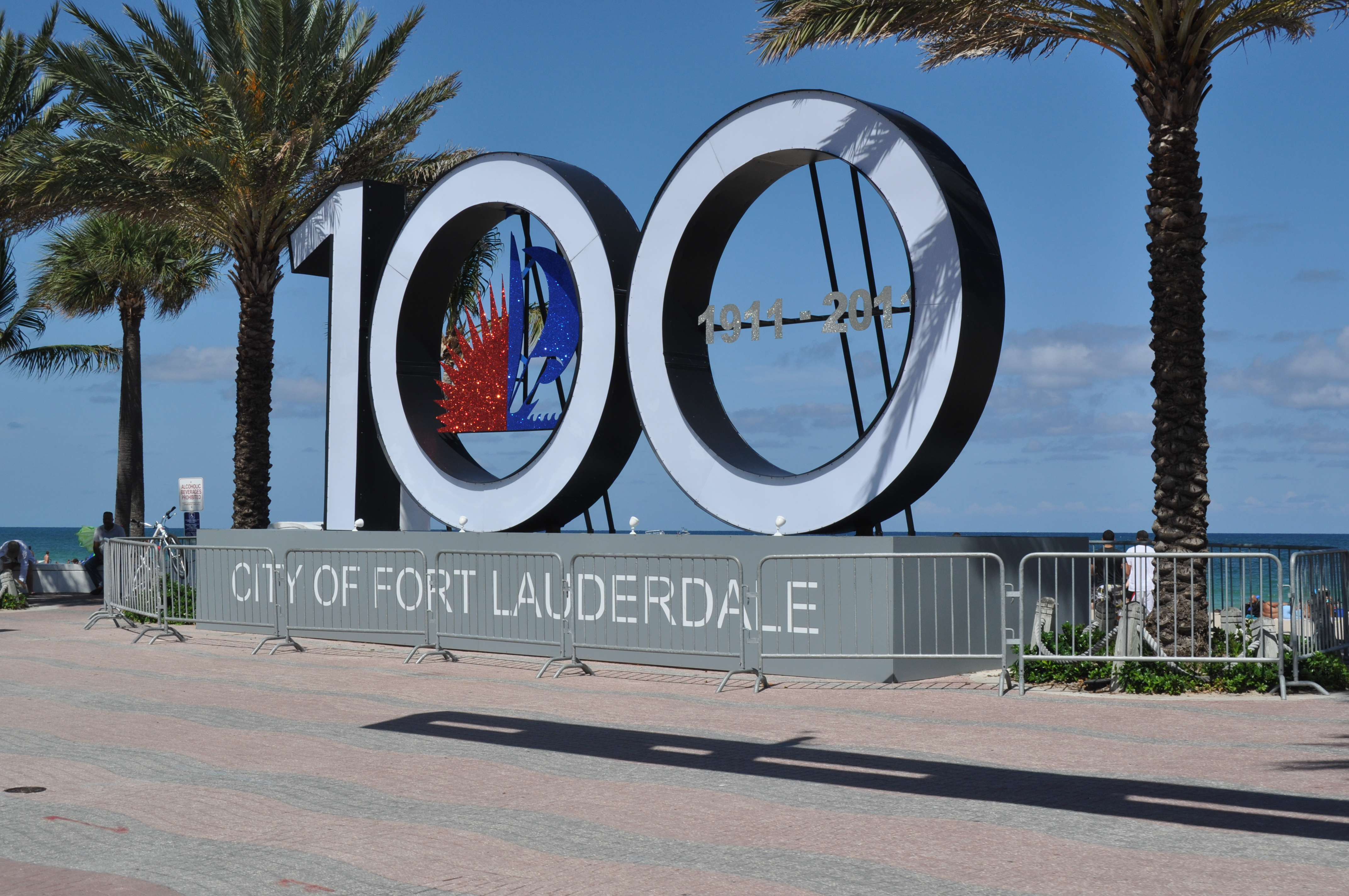
جشن صدمین سالگرد شهر فلوریدا.

سَده یا قَرن یکای زمان و برابر با یک‌صد (۱۰۰) سال است. یک قرن از ده دهه (۱۰ سال) تشکیل شده و هر ده قرن نیز برابر با یک هزاره (۱۰۰۰ سال) است.

## ریشه‌شناسی
قرن وام‌واژه‌ای عربی در فارسی است که معادل سده است. قرن در زبان فارسی بیشتر از سده به‌ کار می‌رود. 

## سال آغازین و پایان سده
در یک مدل سال شماری قاعده بر این است که سال یکم هر سده آغاز آن سده است؛ بنابراین سدهٔ بیستم از سال ۱۹۰۱ (۰۱/۰۱/۰۱ آغاز سده است) تا پایان سال ۲۰۰۰ ادامه داشته‌است؛ یعنی آغاز سده‌شماری با سال ۱ آغاز می‌شود. اما در یک مدل دیگر که بیشتر محبوبیت دارد و در عمل بیشتر بکار می‌رود سده را بر اساس سال‌هایی که رقم صدگان و بالاتر مشترک دارند نام‌گذاری می‌کنند و تمام مثلاً سال‌هایی به ۱۹ شروع می‌شوند (از جمله ۱۹۰۰) متعلق به سده بیستم دانسته می‌شوند.

## جشن سده
فردوسی شاعر بزرگ و به نام کشور ایران نظراتی دربارهٔ جشن سده بیان کرده‌است.
شب آمد برافروخت آتش چو کوه؛ همان شاه در گرد او با گروه
یکی جشن کرد آن شب و باده خْوَرد؛ سده نام آن جشن فرخنده کرد
ز هوشنگ ماند این سده یادگار؛ بسی باد چون او دگر شهریار
کز آباد کردن جهان شاد کرد؛ جهانی به نیکی از او یاد کرد
فردوسی در شاهنامه اشاره خاصی به جشن سده داشته‌است و معتقد است که، جشن سده به خاطر پدید آمدن آتش از سوی هوشنگ پدید آمده‌است.

## سده‌های میلادی
| هزاره | سده   | سده   | سده   | سده   | سده   | سده   | سده   | سده   | سده   | سده   |
| ----- | ----- | ----- | ----- | ----- | ----- | ----- | ----- | ----- | ----- | ----- |
| ۹ پ‌م: | ۹۰ پ‌م | ۸۹ پ‌م | ۸۸ پ‌م | ۸۷ پ‌م | ۸۶ پ‌م | ۸۵ پ‌م | ۸۴ پ‌م | ۸۳ پ‌م | ۸۲ پ‌م | ۸۱ پ‌م |
| ۸ پ‌م: | ۸۰ پ‌م | ۷۹ پ‌م | ۷۸ پ‌م | ۷۷ پ‌م | ۷۶ پ‌م | ۷۵ پ‌م | ۷۴ پ‌م | ۷۳ پ‌م | ۷۲ پ‌م | ۷۱ پ‌م |
| ۷ پ‌م: | ۷۰ پ‌م | ۶۹ پ‌م | ۶۸ پ‌م | ۶۷ پ‌م | ۶۶ پ‌م | ۶۵ پ‌م | ۶۴ پ‌م | ۶۳ پ‌م | ۶۲ پ‌م | ۶۱ پ‌م |
| ۶ پ‌م: | ۶۰ پ‌م | ۵۹ پ‌م | ۵۸ پ‌م | ۵۷ پ‌م | ۵۶ پ‌م | ۵۵ پ‌م | ۵۴ پ‌م | ۵۳ پ‌م | ۵۲ پ‌م | ۵۱ پ‌م |
| ۵ پ‌م: | ۵۰ پ‌م | ۴۹ پ‌م | ۴۸ پ‌م | ۴۷ پ‌م | ۴۶ پ‌م | ۴۵ پ‌م | ۴۴ پ‌م | ۴۳ پ‌م | ۴۲ پ‌م | ۴۱ پ‌م |
| ۴ پ‌م: | ۴۰ پ‌م | ۳۹ پ‌م | ۳۸ پ‌م | ۳۷ پ‌م | ۳۶ پ‌م | ۳۵ پ‌م | ۳۴ پ‌م | ۳۳ پ‌م | ۳۲ پ‌م | ۳۱ پ‌م |
| ۳ پ‌م: | ۳۰ پ‌م | ۲۹ پ‌م | ۲۸ پ‌م | ۲۷ پ‌م | ۲۶ پ‌م | ۲۵ پ‌م | ۲۴ پ‌م | ۲۳ پ‌م | ۲۲ پ‌م | ۲۱ پ‌م |
| ۲ پ‌م: | ۲۰ پ‌م | ۱۹ پ‌م | ۱۸ پ‌م | ۱۷ پ‌م | ۱۶ پ‌م | ۱۵ پ‌م | ۱۴ پ‌م | ۱۳ پ‌م | ۱۲ پ‌م | ۱۱ پ‌م |
| ۱ پ‌م: | ۱۰ پ‌م | ۹ پ‌م  | ۸ پ‌م  | ۷ پ‌م  | ۶ پ‌م  | ۵ پ‌م  | ۴ پ‌م  | ۳ پ‌م  | ۲ پ‌م  | ۱ پ‌م  |
| ۱:    | ۱     | ۲     | ۳     | ۴     | ۵     | ۶     | ۷     | ۸     | ۹     | ۱۰    |
| ۲:    | ۱۱    | ۱۲    | ۱۳    | ۱۴    | ۱۵    | ۱۶    | ۱۷    | ۱۸    | ۱۹    | ۲۰    |
| ۳:    | ۲۱    | ۲۲    | ۲۳    | ۲۴    | ۲۵    | ۲۶    | ۲۷    | ۲۸    | ۲۹    | ۳۰    |
| ۴:    | ۳۱    | ۳۲    | ۳۳    | ۳۴    | ۳۵    | ۳۶    | ۳۷    | ۳۸    | ۳۹    | ۴۰    |

## سده‌های خورشیدی
| هزاره                          | سده   | سده   | سده   | سده   | سده   | سده   | سده   | سده   | سده   | سده   |
| ------------------------------ | ----- | ----- | ----- | ----- | ----- | ----- | ----- | ----- | ----- | ----- |
| هزاره ۳ (پیش از هجری خورشیدی): | ۳۰ پ‌ه | ۲۹ پ‌ه | ۲۸ پ‌ه | ۲۷ پ‌ه | ۲۶ پ‌ه | ۲۵ پ‌ه | ۲۴ پ‌ه | ۲۳ پ‌ه | ۲۲ پ‌ه | ۲۱ پ‌ه |
| هزاره ۲ (پیش از هجری خورشیدی): | ۲۰ پ‌ه | ۱۹ پ‌ه | ۱۸ پ‌ه | ۱۷ پ‌ه | ۱۶ پ‌ه | ۱۵ پ‌ه | ۱۴ پ‌ه | ۱۳ پ‌ه | ۱۲ پ‌ه | ۱۱ پ‌ه |
| هزاره ۱ (پیش از هجری خورشیدی): | ۱۰ پ‌ه | ۹ پ‌ه  | ۸ پ‌ه  | ۷ پ‌ه  | ۶ پ‌ه  | ۵ پ‌ه  | ۴ پ‌ه  | ۳ پ‌ه  | ۲ پ‌ه  | ۱ پ‌ه  |
| هزاره ۱ (خورشیدی) :            | ۱     | ۲     | ۳     | ۴     | ۵     | ۶     | ۷     | ۸     | ۹     | ۱۰    |
| هزاره ۲ (خورشیدی) :            | ۱۱    | ۱۲    | ۱۳    | ۱۴    | ۱۵    | ۱۶    | ۱۷    | 18    | 19    | 20    |

## سده‌های قمری
| هزاره                       | سده   | سده   | سده   | سده   | سده   | سده   | سده   | سده   | سده   | سده   |
| --------------------------- | ----- | ----- | ----- | ----- | ----- | ----- | ----- | ----- | ----- | ----- |
| هزاره ۴ (پیش از هجری قمری): | ۴۰ پ‌ه | ۳۹ پ‌ه | ۳۸ پ‌ه | ۳۷ پ‌ه | ۳۶ پ‌ه | ۳۵ پ‌ه | ۳۴ پ‌ه | ۳۳ پ‌ه | ۳۲ پ‌ه | ۳۱ پ‌ه |
| هزاره ۳ (پیش از هجری قمری): | ۳۰ پ‌ه | ۲۹ پ‌ه | ۲۸ پ‌ه | ۲۷ پ‌ه | ۲۶ پ‌ه | ۲۵ پ‌ه | ۲۴ پ‌ه | ۲۳ پ‌ه | ۲۲ پ‌ه | ۲۱ پ‌ه |
| هزاره 2 (پیش از هجری قمری): | ۲۰ پ‌ه | ۱۹ پ‌ه | ۱۸ پ‌ه | ۱۷ پ‌ه | ۱۶ پ‌ه | ۱۵ پ‌ه | ۱۴ پ‌ه | ۱۳ پ‌ه | ۱۲ پ‌ه | ۱۱ پ‌ه |
| هزاره ۱ (پیش از هجری قمری): | ۱۰ پ‌ه | 9 پ‌ه  | 8 پ‌ه  | 7 پ‌ه  | 6 پ‌ه  | 5 پ‌ه  | 4 پ‌ه  | 3 پ‌ه  | 2 پ‌ه  | 1 پ‌ه  |
| هزاره ۱ (قمری) :            | ۱     | ۲     | ۳     | ۴     | ۵     | ۶     | ۷     | ۸     | ۹     | ۱۰    |
| هزاره ۲ (قمری) :            | ۱۱    | ۱۲    | ۱۳    | ۱۴    | ۱۵    | ۱۶    | 17    | 18    | 19    | 20    |
| هزاره 3 (قمری) :            | 21    | 22    | 23    | 24    | 25    | 26    | 27    | 28    | 29    | 30    |
| هزاره 4 (قمری) :            | 31    | 32    | 33    | 34    | 35    | 36    | 37    | 38    | 39    | 40    |